# 巴特采尔
巴特采尔是奥地利上奥地利州弗赖施塔特县的一个市镇。总面积45.5平方公里，总人口2769人，人口密度60.9人/平方公里（2005年）。